# Olsza czarna
Olsza czarna (Alnus glutinosa (L.) Gaertn.) – gatunek drzewa należącego do rodziny brzozowatych. Olsza czarna to jedno z ważniejszych drzew wilgotnych zarośli nadbrzeżnych i lasów łęgowych niżu. Rośnie prawie na całym obszarze Europy, a także na niektórych obszarach Azji i w północno-zachodniej Afryce. W Polsce występuje na niżu i niższych położeniach górskich. W górach i na żwirowiskach rzecznych ustępuje miejsca olszy szarej.

## Morfologia
PokrójDrzewo osiągające wysokość 10–30 m, rzadziej do 35 lub 40 m, z rozłożystą koroną. Dolne konary wzniesione do góry, górne bardziej poziomo odstające od głównego pnia. Ma dużą zdolność do tworzenia odrostów ze ściętych pni.
PieńKora ciemnoszara, prawie czarna, pękająca. Roczne gałązki nagie z wyraźnymi, jaśniejszymi przetchlinkami.
PąkiOdwrotnie jajowate, lepkie, odstające od gałązki na długich szypułkach.
LiścieOkrągławe lub odwrotnie jajowate, długości 4–10 cm, szerokości 3–7 cm. Blaszka z tępym, lub wyciętym wierzchołkiem, brzeg nierówno podwójnie grubo piłkowany i falisty. Wierzchnia strona błyszcząca, obie strony zielone. Od głównego nerwu odchodzi 5–8 par nerwów bocznych. Po spodniej stronie w kątach nerwów kępki włosków. Młode liście są nieco lepkie. Ulistnienie skrętoległe.

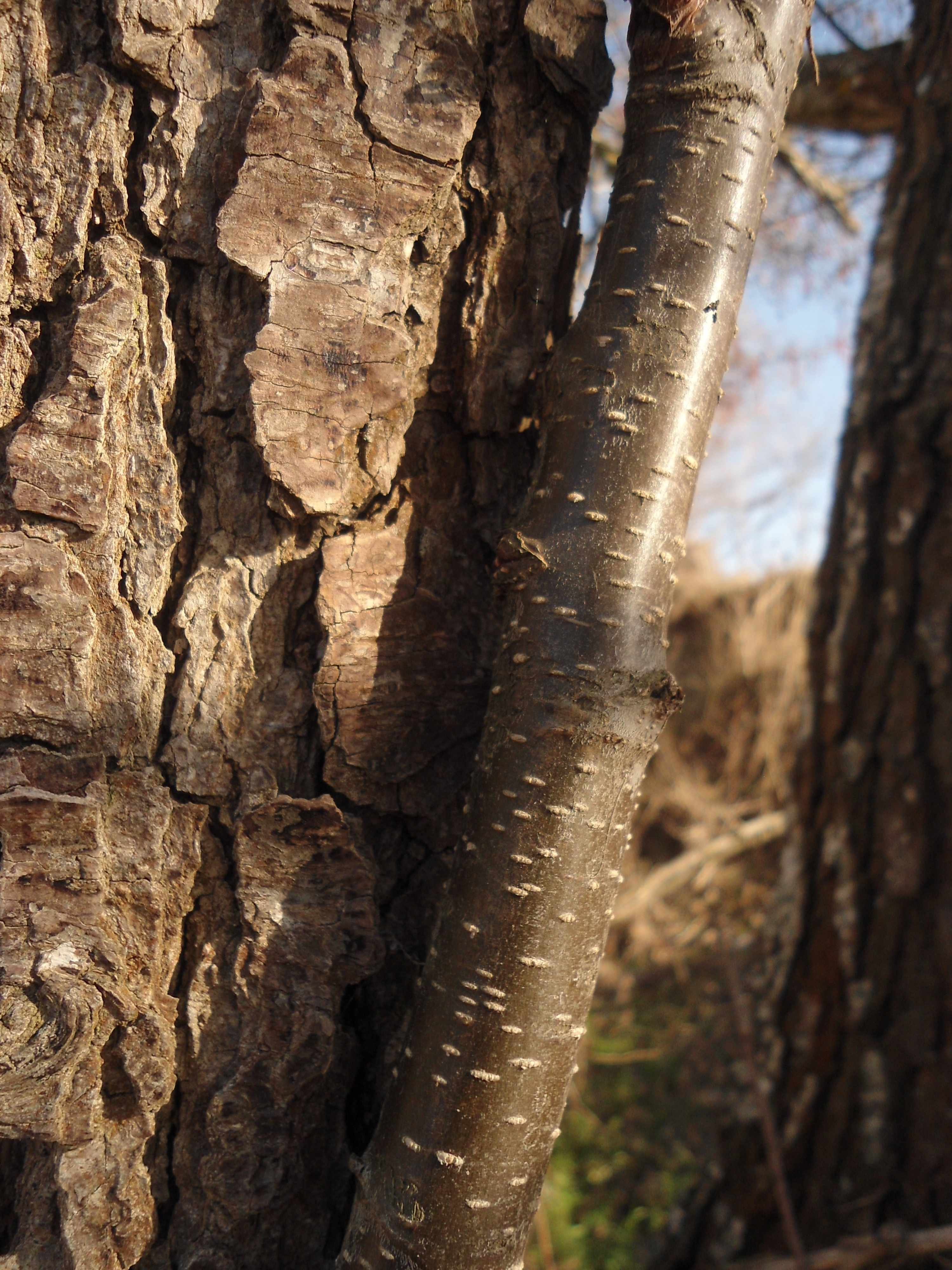
Kora na starym i młodym pniu
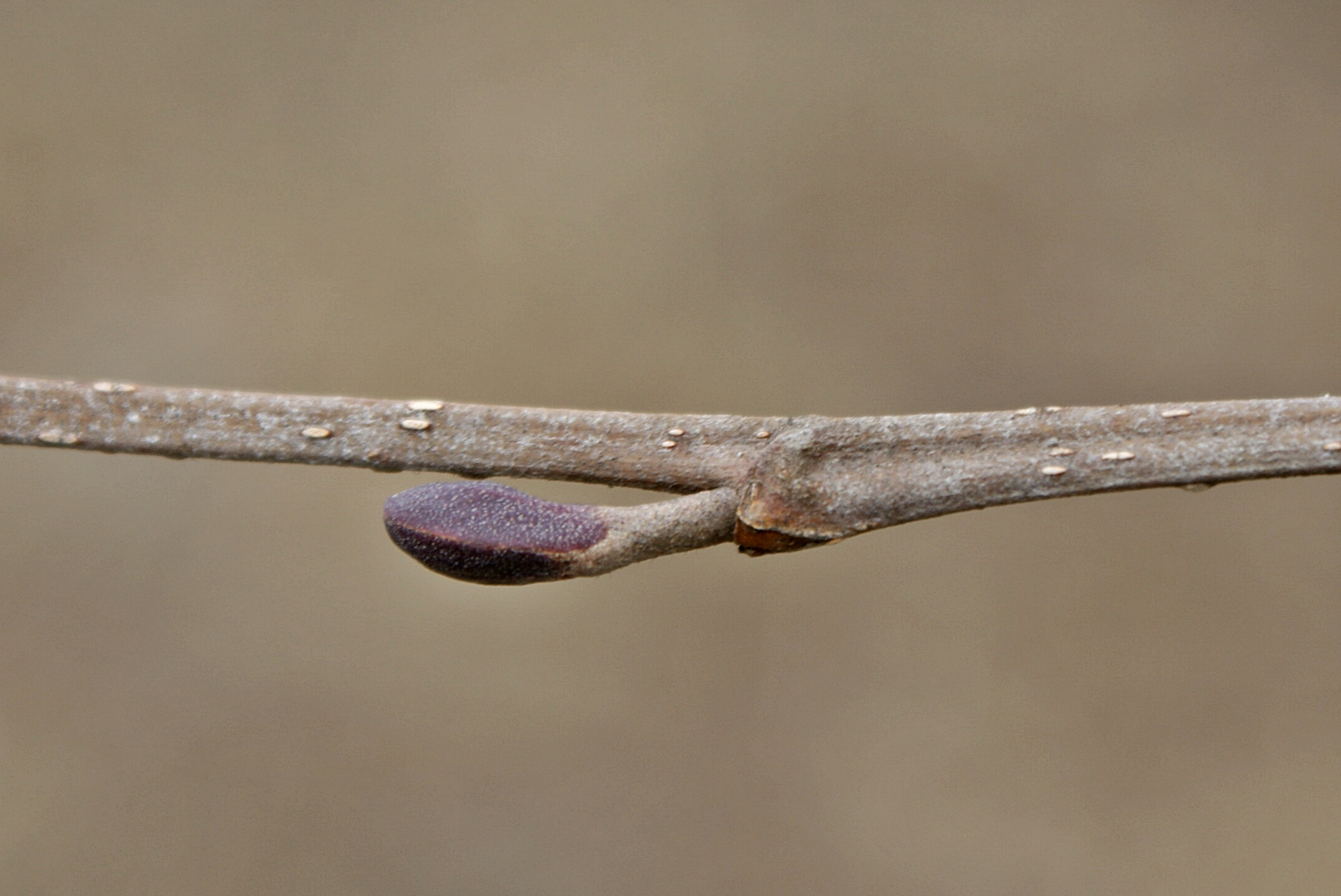
Pąk
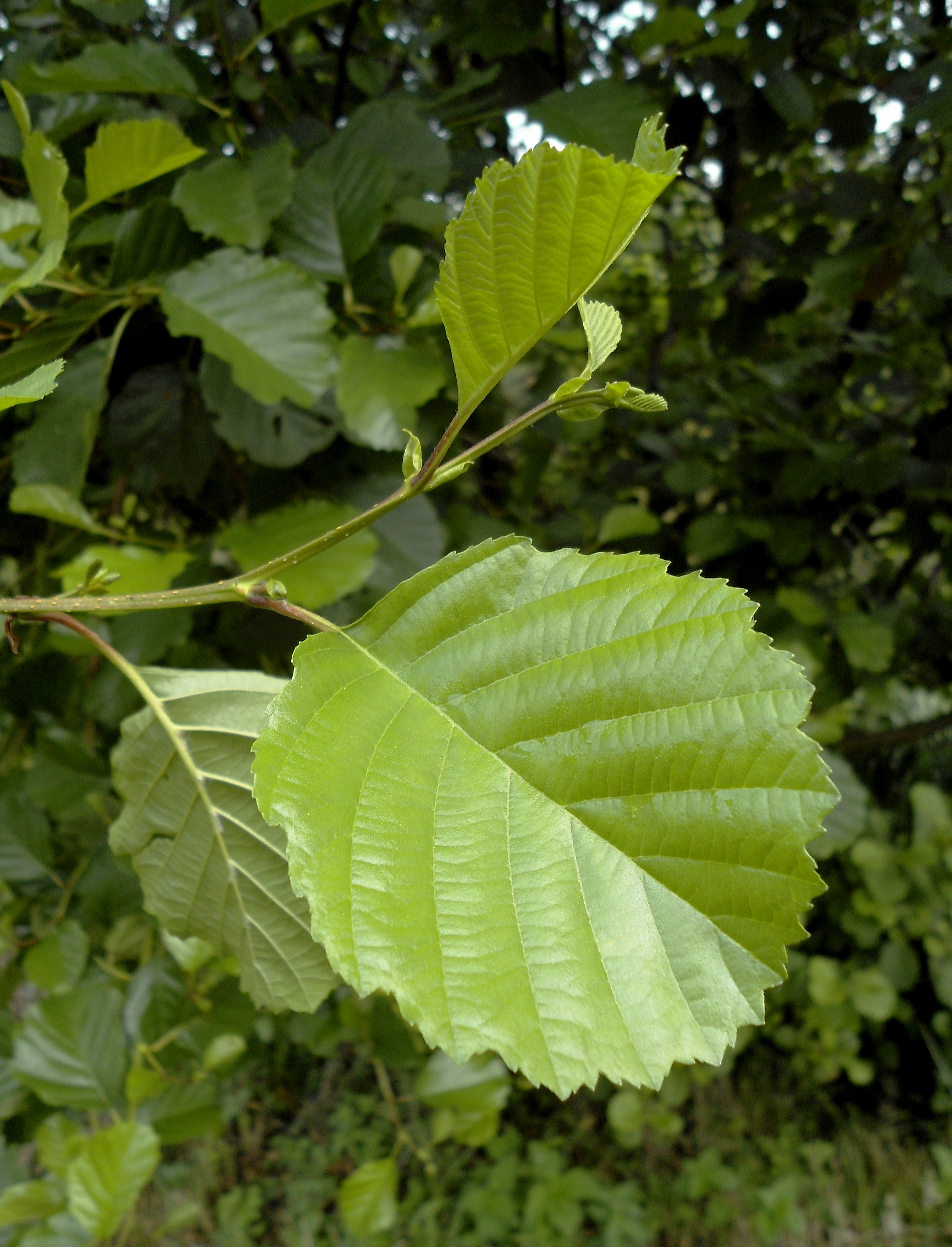
Liście

KwiatyKwiaty zebrane w kotki. Roślina wytwarza je już przed zimą. W zimie kotki mają kolor czerwonawy, podczas kwitnienia stają się zielonkawe. Kotki męskie o długości ok. 3 cm, zwisające, występują po 2–3 razem. W okresie kwitnienia powiększają się do 5–10 cm, wytwarzając duże ilości pyłku. Po przekwitnięciu obumierają. Kotki żeńskie o długości ok. 1,5 cm występują w pęczkach po 3–5. Osadzone na wyraźnych szypułkach.
OwocePo przekwitnięciu kotki żeńskie silnie drewnieją tworząc czarne owocostany o długości do 3 cm, przypominające wyglądem małe szyszki. Owocem jest mały, brunatny orzeszek wąsko oskrzydlony (skrzydlak).

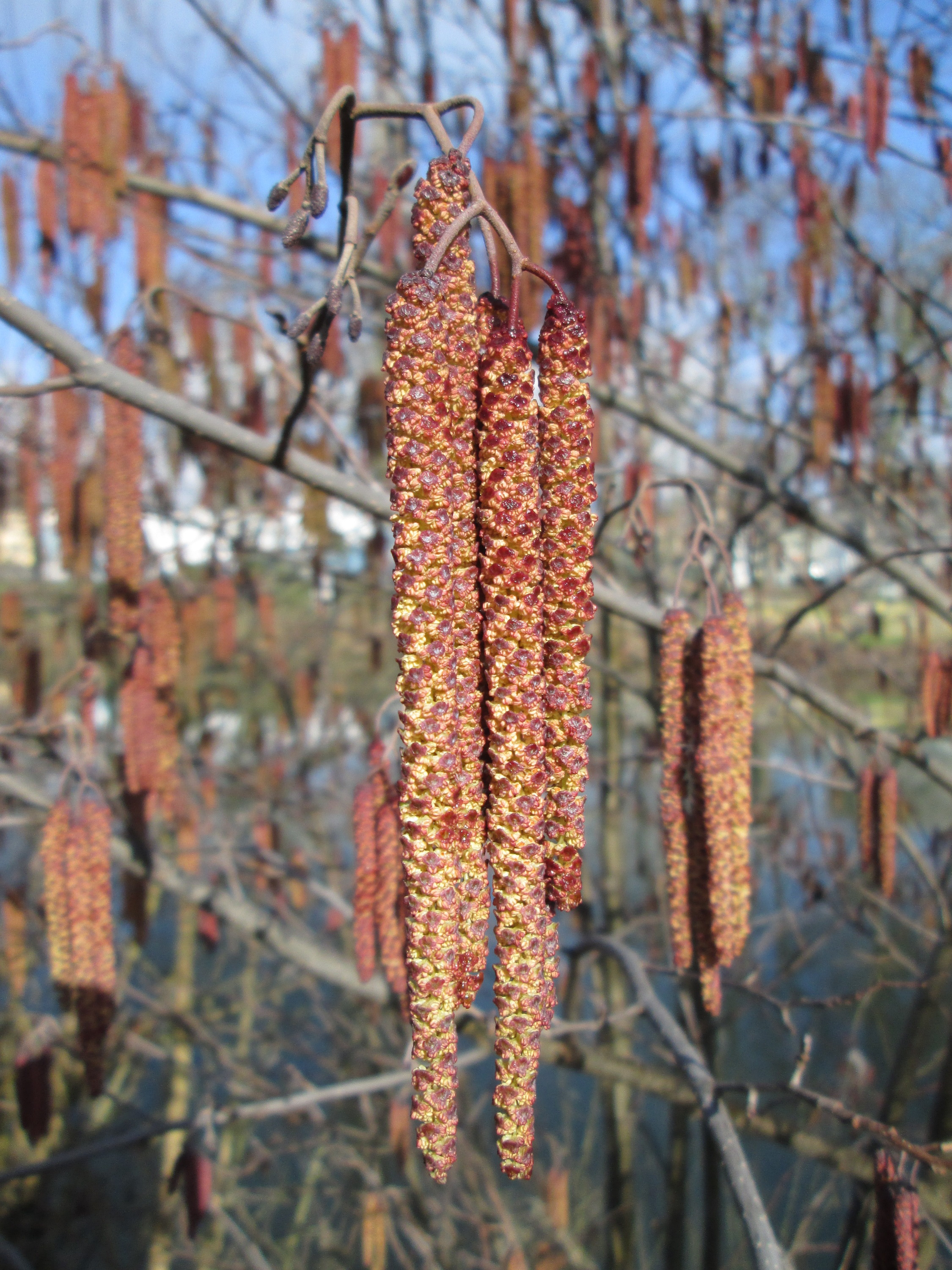
Kwiatostany męskie
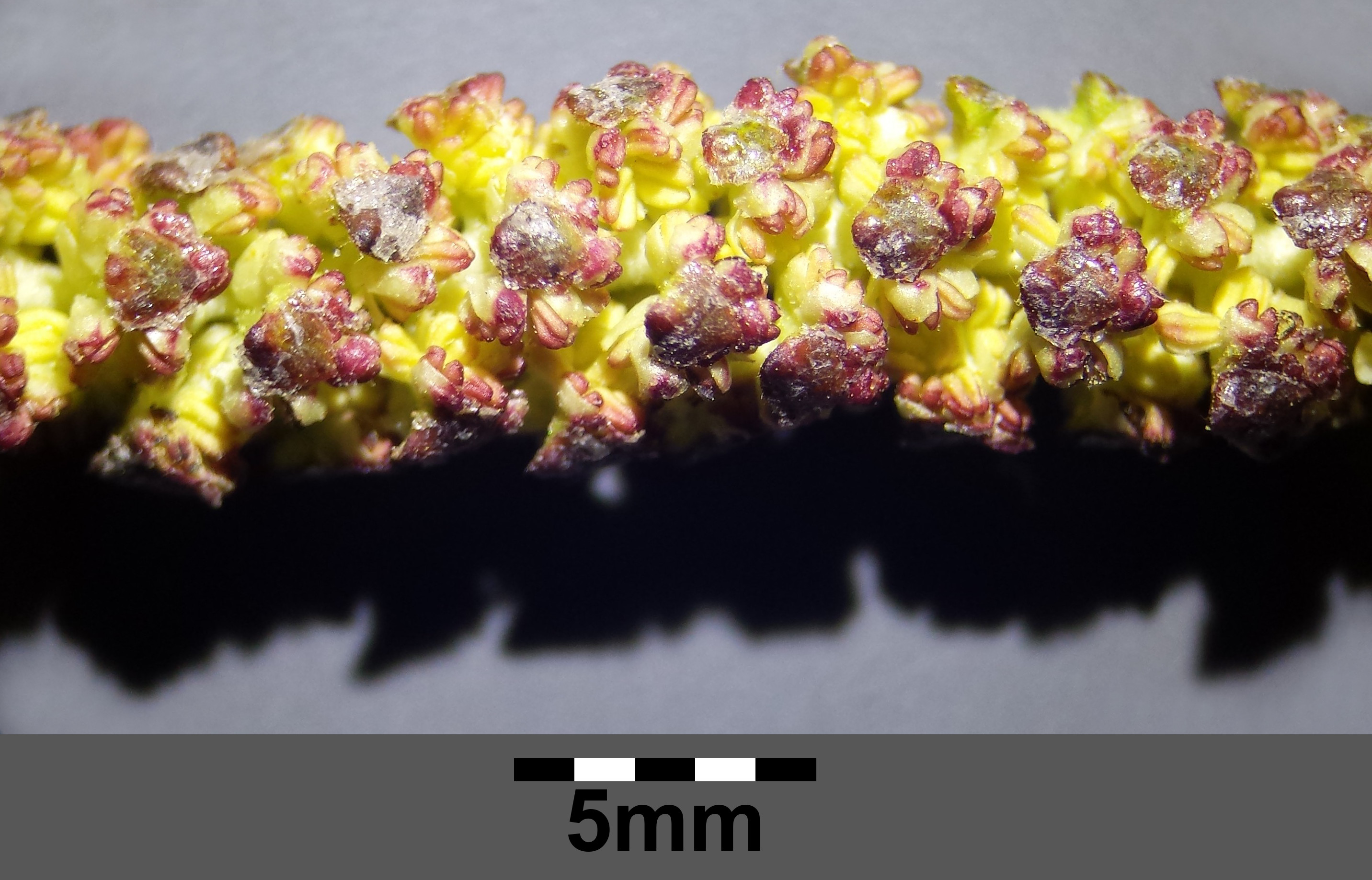
Kwiaty męskie
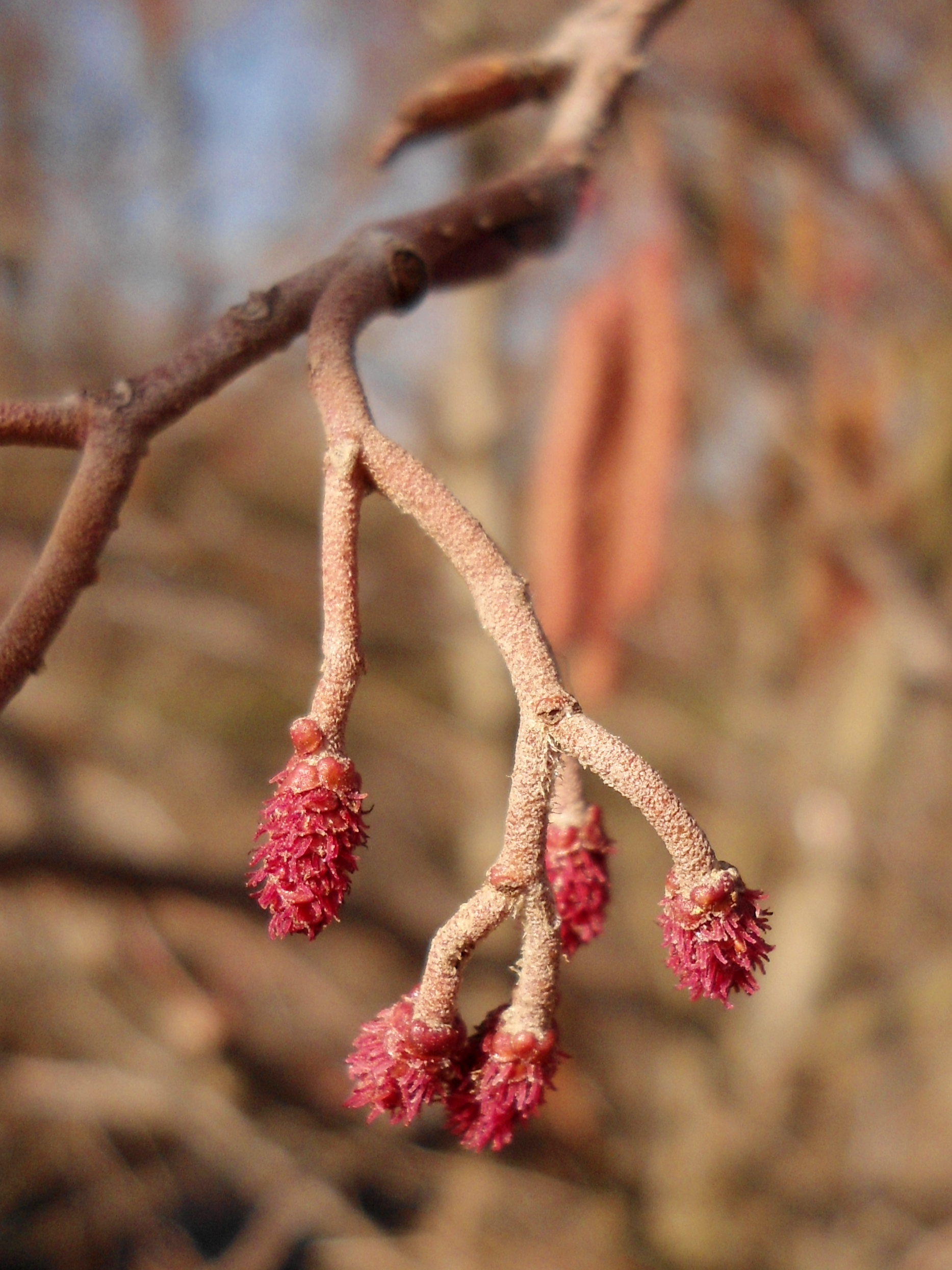
Kwiatostany żeńskie
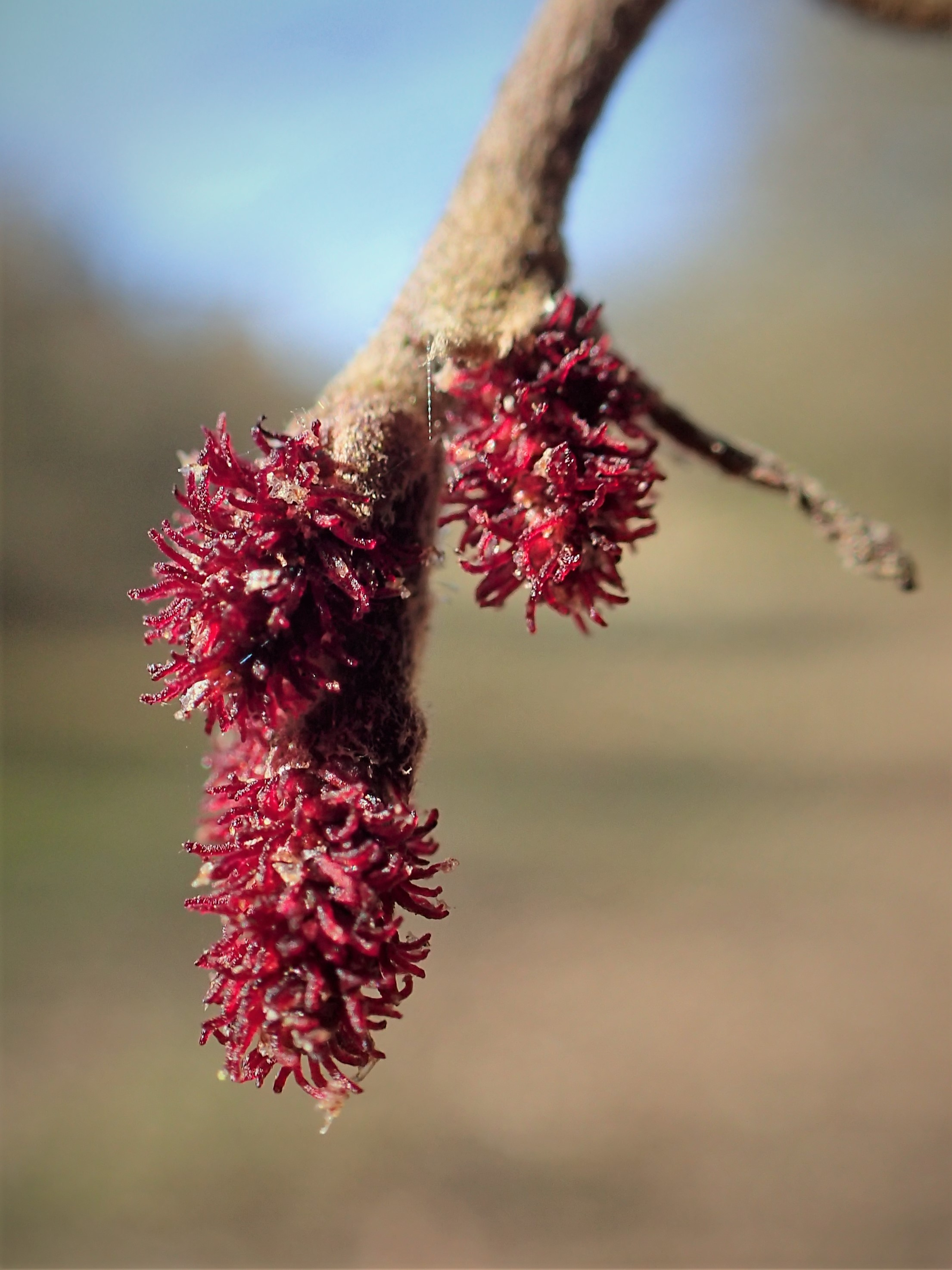
Kwiaty żeńskie
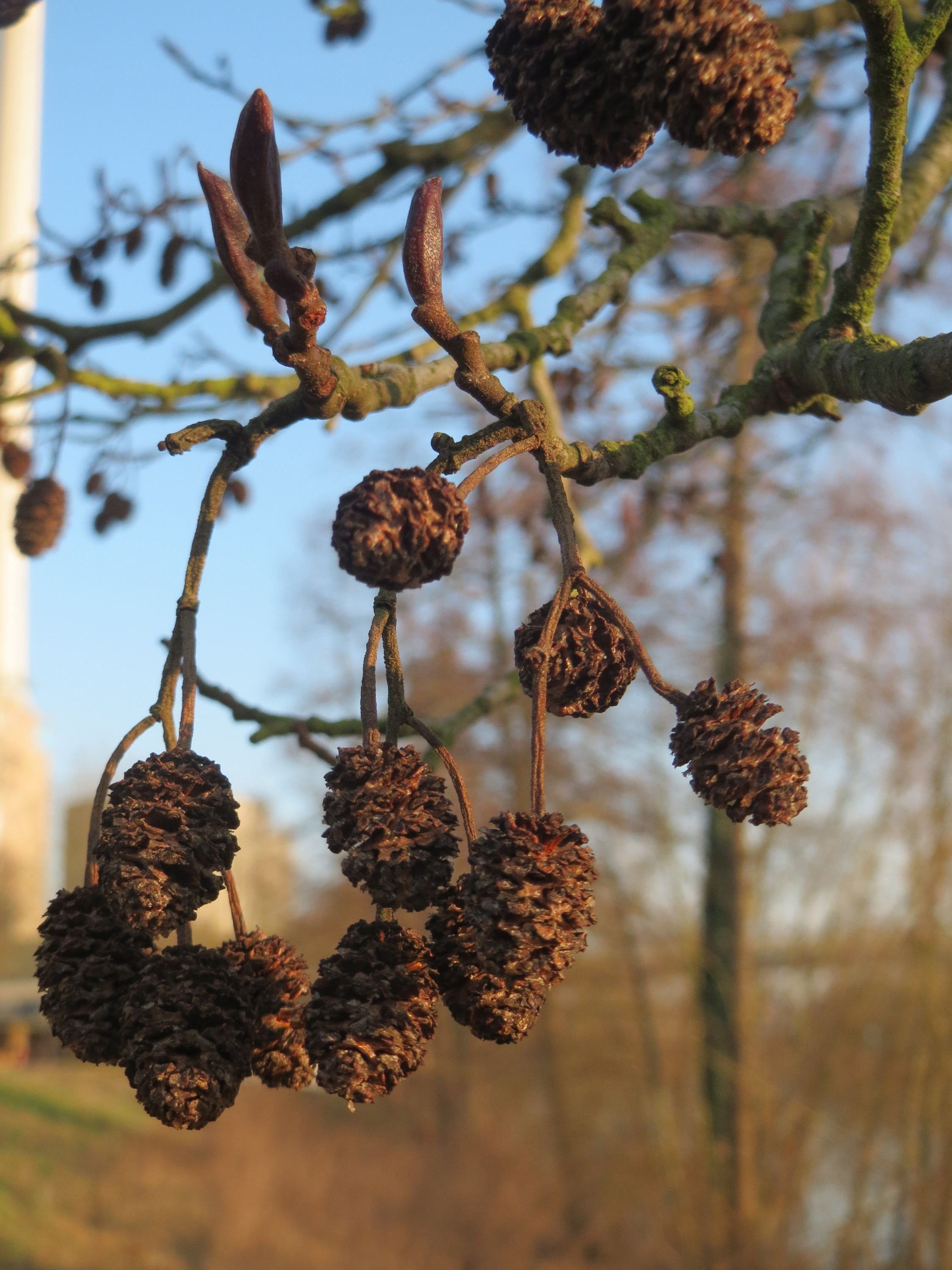
Owoce

## Biologia i ekologia

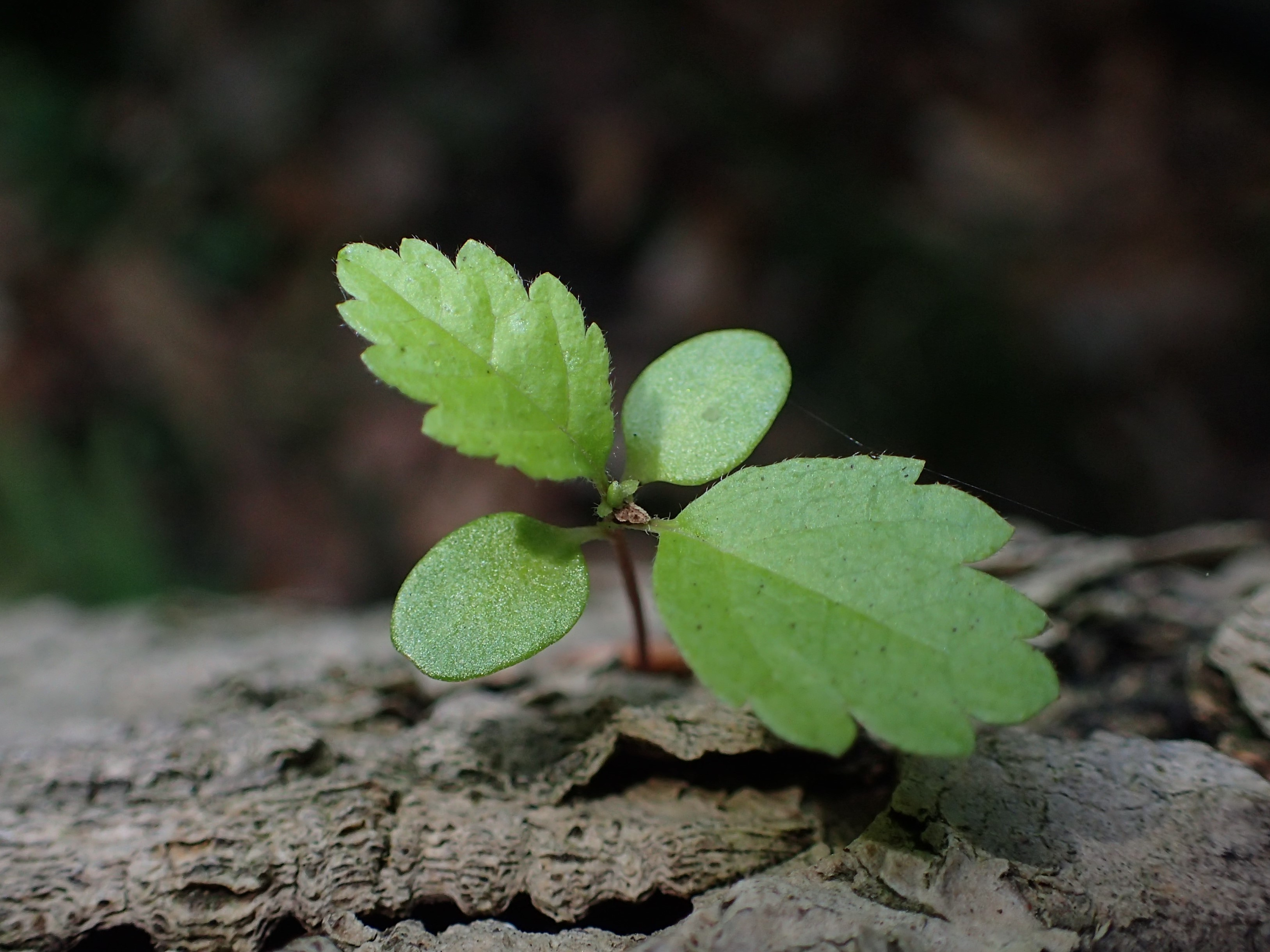
Siewka olszy czarnej

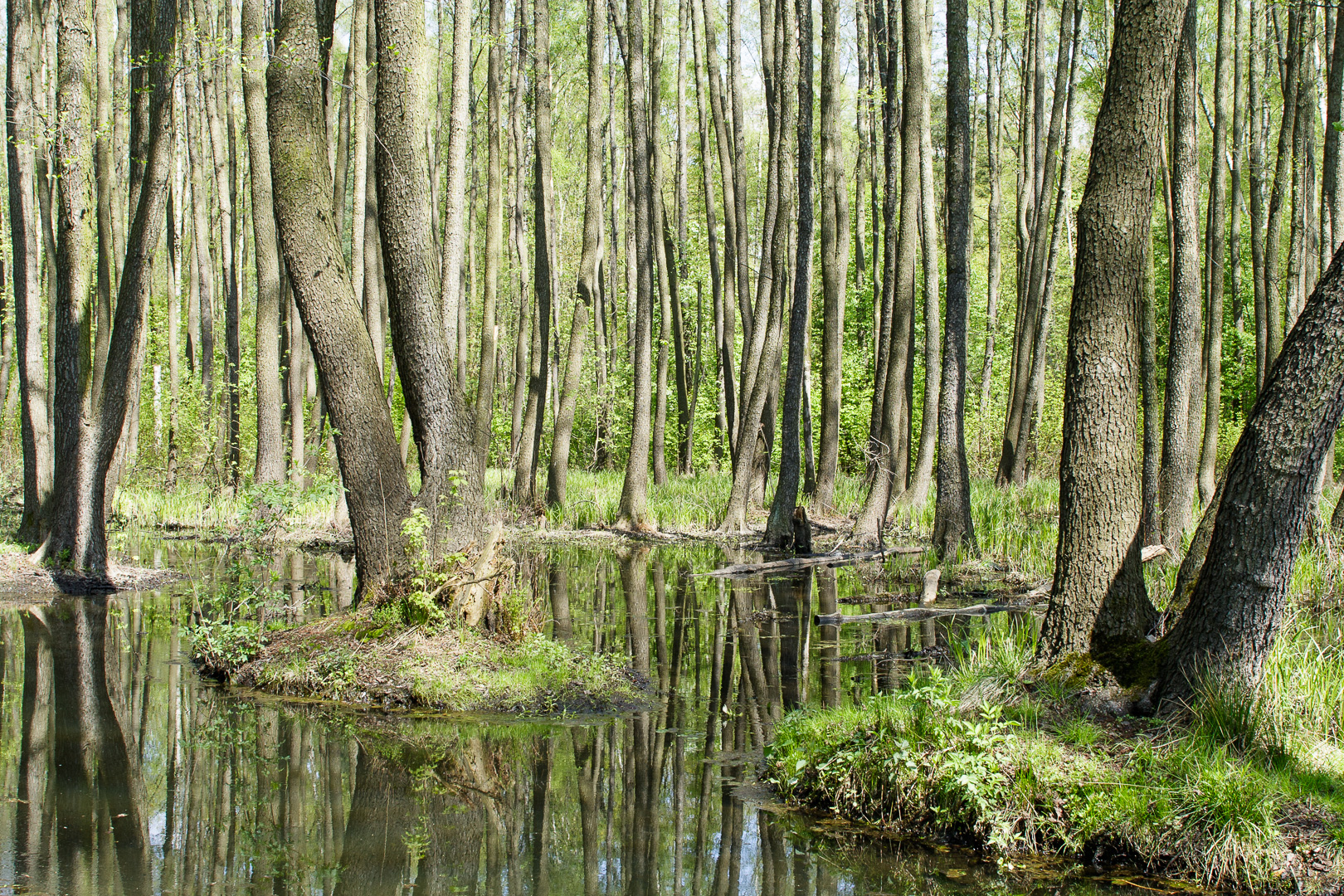
Olchy czarne w rezerwacie przyrody Olszynka Grochowska

Megafanerofit. Roślina jednopienna z oddzielnymi kwiatostanami męskimi i żeńskimi, rozwijającymi się przed liśćmi, bardzo wczesną wiosną. Kwitnie od marca do kwietnia, wiatropylna. Owocować po raz pierwszy zaczynają drzewa 20–30-letnie. Nasiona wysypują się zimą.
Drewno nie zróżnicowane na biel i twardziel.
Liczba chromosomów 2n = 28.

### Wymagania siedliskowe
Olsza czarna występuje w mokrych lasach, porasta brzegi rzek, rowów melioracyjnych i stawów oraz bagna. Roślina światłolubna. Rośnie w miejscach wilgotnych. Unika podłoży wapiennych, suchych i gleb piaszczystych. Rosnąca w takich warunkach roślina przyjmuje krzaczastą formę. W Sudetach i Karpatach bardzo rzadka i występuje tylko w reglu dolnym. Tworzy czyste lub mieszane drzewostany (olsy).
W klasyfikacji zbiorowisk roślinnych gatunek charakterystyczny dla Cl. Alnetea glutinosae, SAll. Alnenion glutinoso-incanae.

### Oddziaływania międzygatunkowe

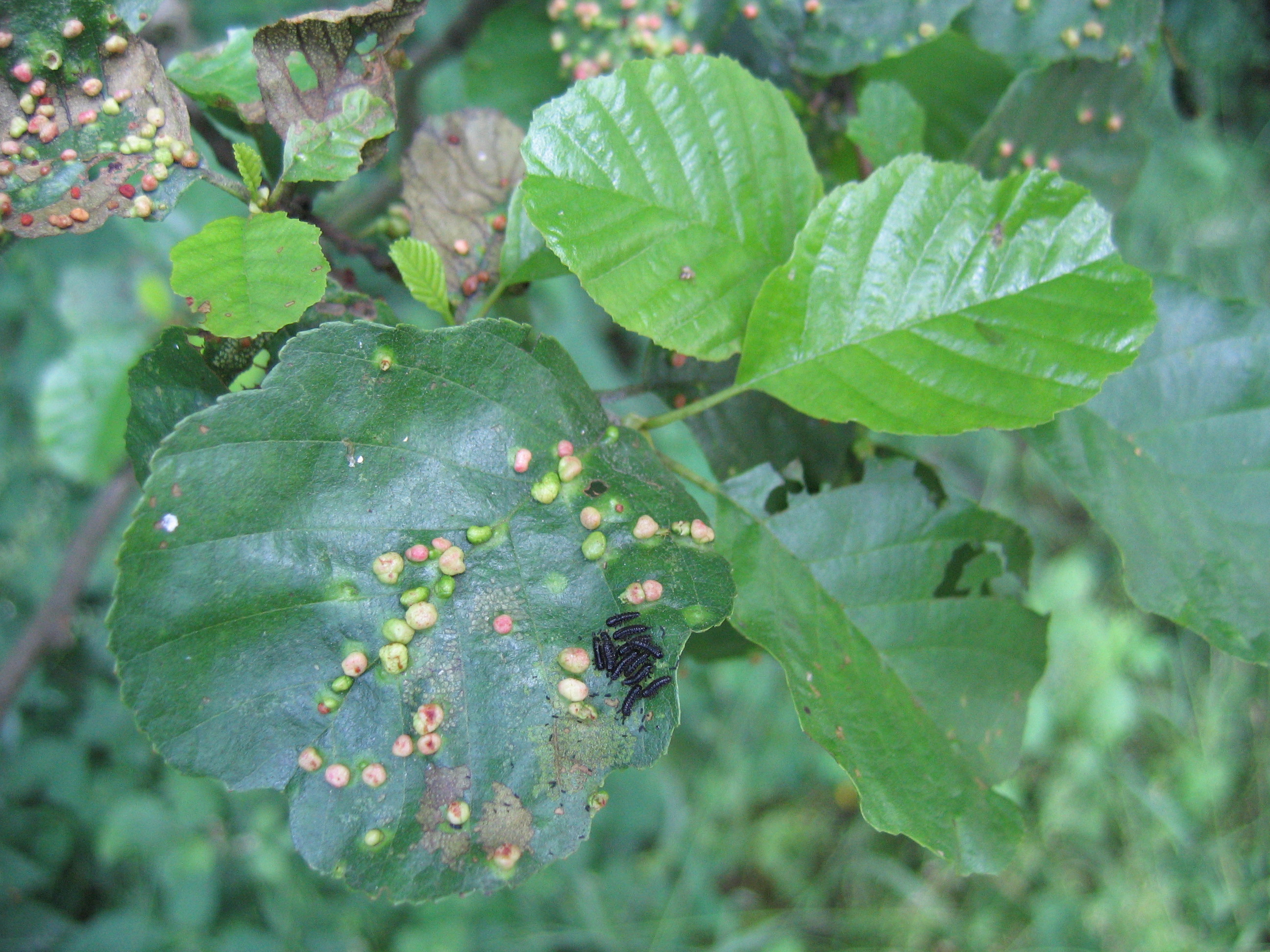
Objawy żerowania kolbowca olchowego i larwy hurmaka olchowca

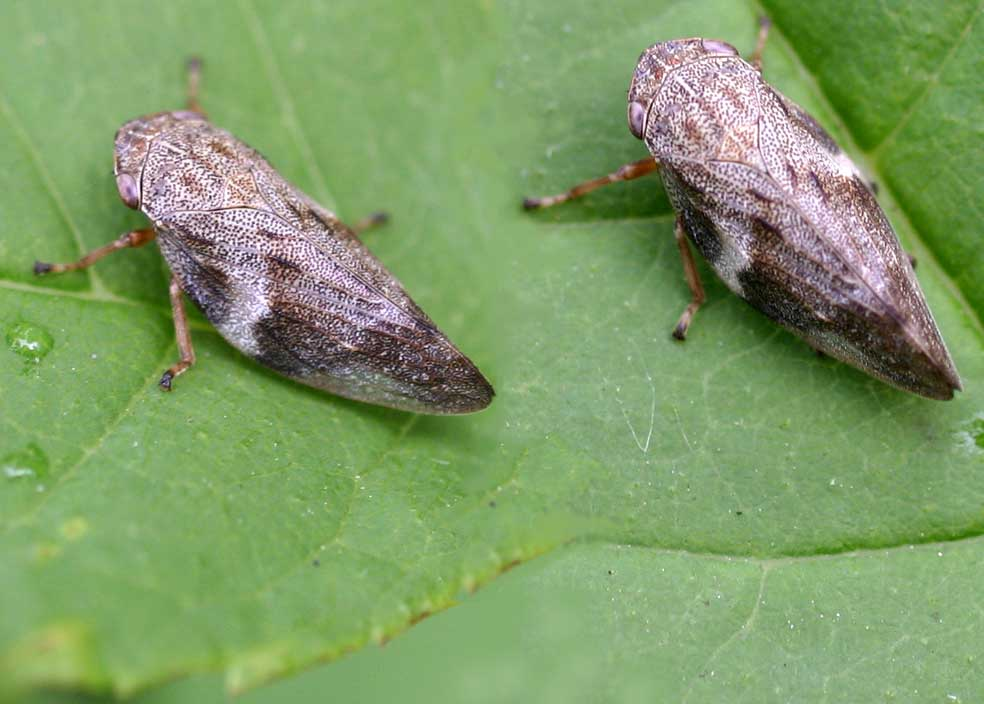
Dorosłe osobniki pienika olchowca

Do największych szkodników olszy czarnej należą:
- Kloszowiec olchowy (Eriophyes inangulis) – roztocz, przedstawiciel roślinożernych szpecieli, żeruje tylko na olszy czarnej. Objawem żerowania są kloszowate wypukłości w kątach nerwów wzdłuż nerwu głównego.
- Kolbowiec olchowy (Eriophyes laevis) – przedstawiciel szpecieli, żerujący na liściach. Objawem żerowania są brodawkowate wyrośla na wierzchniej stronie blaszki liściowej, o wysokości 2–3 mm. Wyrośla początkowo są jasnozielone, następnie czerwienieją, a w lipcu brązowieją. Liście, na których żerują roztocza wcześniej opadają.
- Pilśniowiec olchowy (Aceria brevitarsus) – roztocz, żerujący na spodniej stronie liści, gdzie w miejscach żerowania tworzy się srebrzysta pilśń. Na wierzchniej stronie liścia widać jaśniejsze wypukłości.
- Hurmak olchowiec (Agelastica alni) – na liściach żerują larwy i postać dorosła chrząszcza. Larwy pojawiają się od czerwca do lipca i żerują przez ok. 3 tygodnie. Zjadają miękisz, a następnie wygryzają blaszkę między nerwami. Dorosłe osobniki żerują krótko.
- Zwijacz brzozowiec (Deporaus betulae) – na liściach żerują larwy i osobniki dorosłe tego chrząszcza.
- Miniarka brzozówka (Agromyza alnibetulae) – larwy tej muchówki żerują także na olszach. Objawem żerowania jest długa i kręta mina widoczna na blaszce liściowej, powstająca od szczytu liścia.
- Zwiotka olszowa (Fenusa dohrnii) – błonkówka, której larwy żerują wewnątrz liści. Objawem żerowania są pęcherzykowate, brązowe miny, zlokalizowane między dwoma nerwami bocznymi. W wyniku żerowania blaszka liściowa ulega zniekształceniu i często liść opada.
- Zżernica olszowa (Heterarthrus vagans) – na olszy występuje rzadziej niż zwiotka olszowa. Larwy żerując wewnątrz liści także tworzą miny.
- Zdobniczka podlistnoolchowa (Pterocallis alni) – mszyca żerująca pojedynczo lub w małych grupach na spodniej stronie liści. Na blaszce liściowej widoczne są żółte plamy.
- Miodówka olszowa (Psylla alni) – larwy i osobniki dorosłe tego pluskwiaka żerują na pędach okryte kłaczkowatą wełną. Wysysają soki, ograniczając wzrost pędów i zmniejszając ich turgor.
- Pienik olchowiec, pienik olszowiec (Aphrophora alni) – pluskwiak, którego larwy od kwietnia-maja żerują na szyjkach korzeniowych. Dorosłe osobniki żerują od czerwca lub lipca do jesieni. Nakłuwają tkankę na pędach i wysysają z łyka sok. W miejscach żerowania powstają pierścieniowate zgrubienia, pędy są osłabione i łamliwe.

## Zmienność
Tworzy mieszańce z olszą szarą (Alnus × pubescens Tausch.). Gatunek zróżnicowany na cztery podgatunki:
- Alnus glutinosa subsp. antitaurica Yalt. – występuje w Turcji i Iranie,
- Alnus glutinosa subsp. barbata (C.A.Mey.) Yalt. – rośnie w Turcji i Iranie,
- Alnus glutinosa subsp. betuloides Ansin – występuje w Turcji,
- Alnus glutinosa subsp. glutinosa – rośnie w całym zasięgu gatunku.

## Nazewnictwo
Polska nazwa drzewa pochodzi od barwy kory, wykorzystywanej niegdyś do farbowania na czarno.

## Znaczenie użytkowe

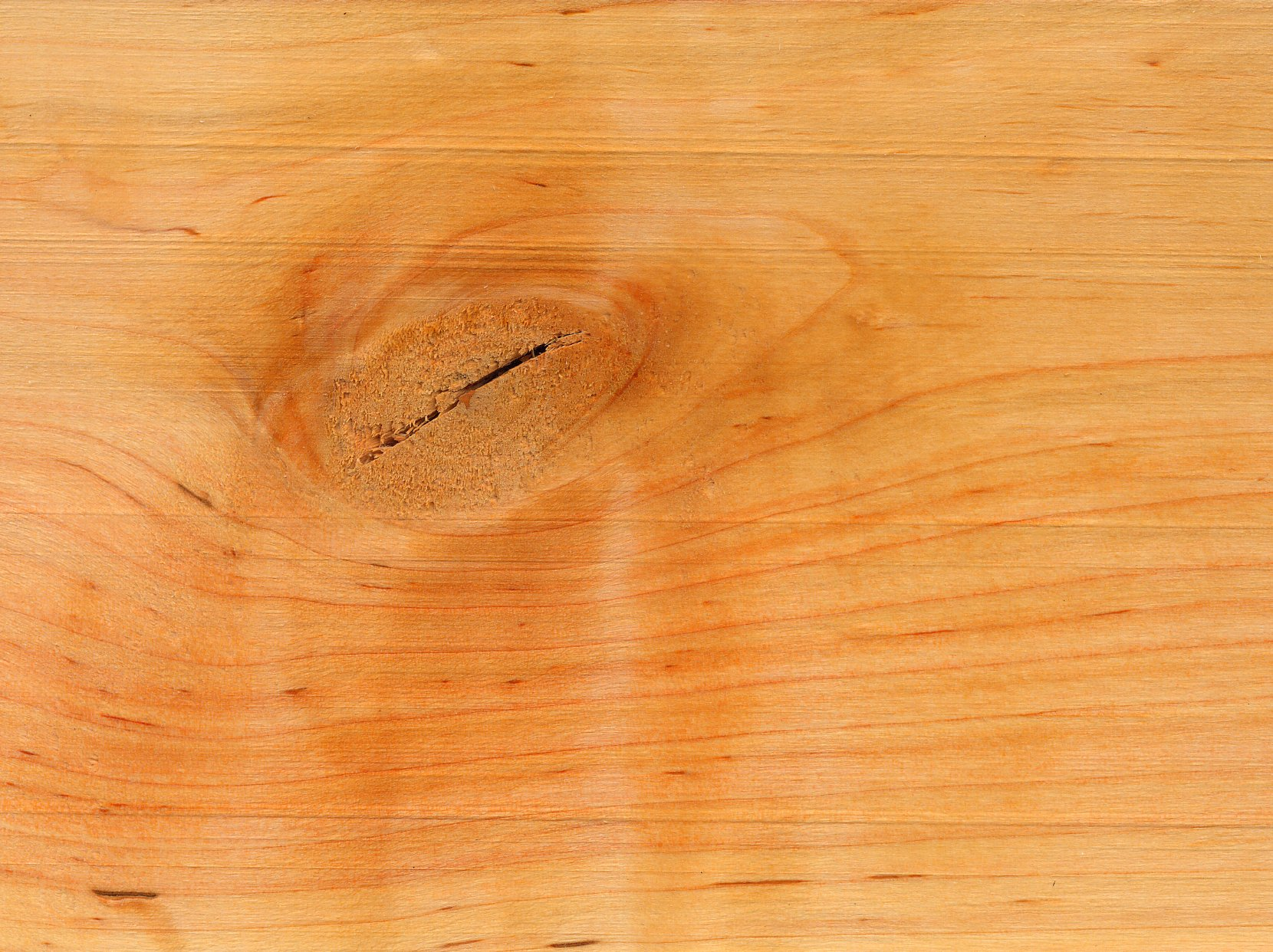
Drewno olszy czarnej

- Drewno: Lekkie, miękkie, łupliwe, odporne na długie przebywanie w wodzie[4]. Podczas wysychania paczy się. Zaraz po przecięciu jest żółtawobiałe, ale w zetknięciu z powietrzem wkrótce zmienia kolor na pomarańczowo-czerwony. Wykorzystuje się je w meblarstwie do produkcji sklejki, a także w budownictwie (np. na płoty). Szczególnie dobrze nadaje się na przedmioty narażone na stałe przebywanie w wodzie[4]. Wykonuje się z niego różne elementy budowli regulacyjnych stosowanych w hydrotechnice, zwłaszcza kołki opasek brzegowych. Drobniejsze pędy i gałęzie wykorzystywane są do przygotowania faszyny. Stanowi także materiał opałowy, wędzarniczy i służy do produkcji węgla drzewnego.

- Kora używana jest do produkcji garbników[4] (zawiera ich do 16%).
- Czasami uprawiana jako roślina ozdobna. Jest też używana do zadrzewień krajobrazowych.